# سوفی د لا توره

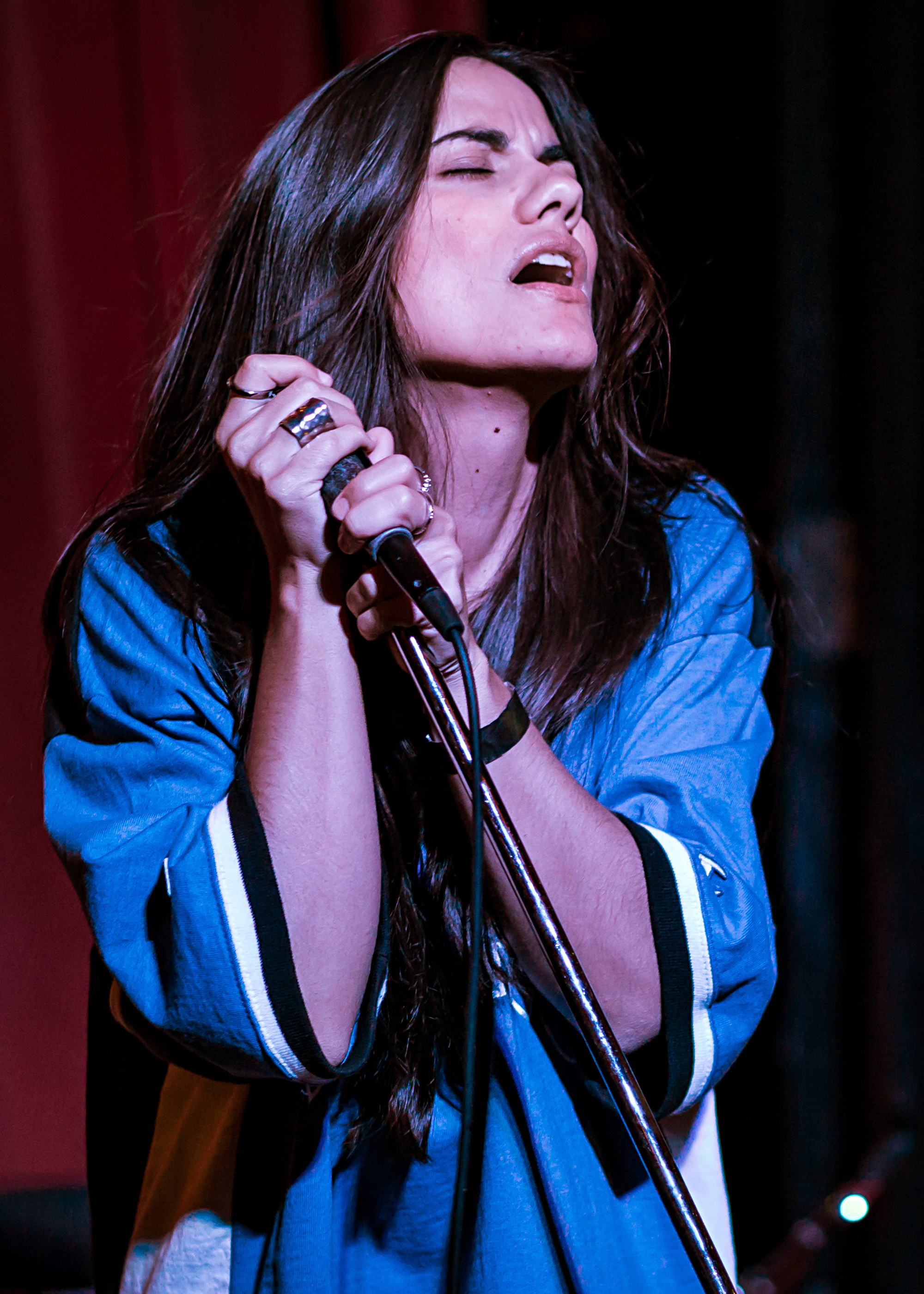
سوفی د لا توره

سوفی د لا توره (به اسپانیایی: Sofi de latorre) (زاده ۱۶ مارس ۱۹۹۱) خواننده و ترانه‌سرای اهل جزایر قناری است. سبک موسیقی او، ترکیبی از عناصر چیل‌ویو و موزون و ریتم و بلوز است.
پس از دبیرستان، جایی که او استعداد موسیقی را پیدا کرد، به لس آنجلس نقل مکان کرد، اما سپس به لندن رفت تا به مدرسه برود. در آنجا در رشته رسانه و ارتباطات تحصیل کرد. او دوباره به موسیقی روی آورد و دو تک آهنگ پاپ راک با نامه‌عای «ضربان قلب» و «سریع‌تر» منتشر کرد، و از سوی کارگردان فیلم آلمانی فلیکس فوششتاینر خواسته شد تا آنها را در موسیقی متن «قرمز یاقوتی» کمک کند. او همچنین در فیلم ظاهر شد او اولین آلبوم خود را با نام Mine در سال ۲۰۱۳ منتشر کرد. در سال ۲۰۱۴، او با تک آهنگ "Vermillion"، که توسط یوناس کارلسون نوشته شده بود، توجه بین‌المللی را به خود جلب کرد.

## دیسکوگرافی

### آلبوم‌ها
- معدن (۲۰۱۳)
- یکی دیگر؟ نه من، من تمام شدم[۳]